# Carl Wilhelm Hoffmann
Carl Wilhelm Hoffmann (* 1810 in Kroppenstedt, Kreis Oschersleben; † 3. Februar 1895 in Berlin) war ein deutscher Architekt und preußischer Baubeamter.

## Leben und Wirken
Carl Wilhelm Hoffmann war der Sohn eines Lehrers und Bruder des Architekten und Technikers  Friedrich Eduard Hoffmann. Er besuchte das Gymnasium in Halberstadt, leistete Militärdienst, erhielt danach eine Anstellung bei der Bezirksregierung Posen und studierte an der Berliner Bauakademie. Bereits während des Studiums beschäftigte er sich mit dem Bau von Arbeiterwohnungen. Er wurde am 1. Mai 1841 Mitglied im Architekten-Verein zu Berlin (AVB). Sein Vorschlag, das Problem der Arbeiterwohnungen in das monatliche Wettbewerbsprogramm des Vereins aufzunehmen, wurde dort aber abgelehnt. Ebenso scheiterte sein Versuch einen Häuserbauverein zu gründen. Aus dem Architekturwettbewerb für das Friedrich-Wilhelm-Hospital in Berlin ging er 1843 als Sieger hervor. Die Bauführerprüfung (das erste Staatsexamen) legte er vermutlich 1845 ab, die Baumeisterprüfung (das zweite Staatsexamen) wahrscheinlich 1846. Praktisch tätig war er bei August Stüler, u. a. bei der Bauausführung des Neuen Museums.
1846 war er Mitbegründer des Vereins zur Verbesserung der Arbeiterwohnungen, der die wohnungsreformerischen Kräfte sammeln sollte. Im Februar 1847 gab er mit seiner Denkschrift „Die Aufgaben einer Berliner gemeinnützigen Baugesellschaft“ den entscheidenden Anstoß zur Gründung der ältesten gemeinnützigen Baugesellschaft, der Berliner gemeinnützigen Baugesellschaft. Im April 1847 kam es zu einem entsprechenden Gründungsaufruf. Zusammen mit Dr. Gaebler und G. S. Liedke bildete er ein Vorbereitungskomitee. Die Statuten wurden im November 1847 angenommen. Vereinsmitglieder waren u. a. August Stüler und August Borsig. Die offizielle Bestätigung verzögerte sich durch die revolutionären Ereignisse im März 1848. Hoffmann beteiligte sich aktiv an Vorbereitung und Durchführung des Notstandsbauprogramms nach der Revolution. Unterstützung fand er vor allem durch monarchistische und großbürgerliche Kreise, die an der Beruhigung der sozialen Unruhen im Vorfeld und nach der Revolution interessiert waren. Am 28. Oktober 1848 erhielt der Verein die königliche Zustimmung zu den Statuten. 1848 gründete Hoffmann auch den Verein für Volksrechte. Da er aus der Führungsrolle verdrängt wurde, verließ er den Verein bald wieder. Am 16. Januar 1849 fand bei einer Generalversammlung die offizielle Gründung der Berliner gemeinnützigen Baugesellschaft statt, bei der Hoffmann zum Vorsitzenden gewählt wurde. Am 27. März 1849 erfolgte die erste Grundsteinlegung der Baugenossenschaft auf dem Grundstück Ritterstraße 28/29 in Berlin, am 1. Oktober konnten die 20 Wohnungen und drei Werkstätten bezogen werden. Am 17. Oktober 1850 übernahm Prinz Wilhelm das Protektorat. Vorstandsmitglieder waren u. a. August Stüler, Victor Aimé Huber und Julius Emmerich, weitere namhafte Mitglieder waren Prinz Karl, August Borsig, Ernst Litfaß, Friedrich Carl von Savigny und Alexander von Humboldt. Die Entwürfe für die ersten Genossenschaftsbauten schuf Hoffmann gemeinsam mit Julius Emmerich. Von den unter Hoffmanns Leitung und vermutlich nach seinen Entwürfen errichteten Bauten sind noch die Häuser Torstraße 85 (ehemals Wollankstraße bzw. Lothringer Straße 32/33, dann Wilhelm-Pieck-Straße 85) erhalten. 1852 trat er offiziell aus der Baugenossenschaft aus.
Von 1851 bis 1857 war Hoffmann als Kreisbaumeister in Creutzburg tätig, anschließend von 1857 bis 1863 als Bauinspektor in Hohenstein und Friedberg. Auf eigenen Wunsch schied er 1863 aus dem Staatsdienst aus und war danach als Privatbaumeister (selbständiger Architekt) tätig.

## Eigene Bauten
- 1845: Mehrfamilienwohnhäuser Almstadtstraße 16 und 18 in Berlin (unter Denkmalschutz)[4][5]
- vor 1852: Wohnhaus für Victor Aimé Huber in Nöschenrode/Harz
- 1852–1854: Wohnhäuser und Herrenhaus in Crossen
- ab 1864: Johannisstift am Plötzensee in Berlin